# Княгиничи (Львовская область)
Княгиничи (укр. Княгиничі) — село в Мостисской городской общине Яворовского района Львовской области Украины.
Население по переписи 2001 года составляло 359 человек. Занимает площадь 0,774 км². Почтовый индекс — 81384. Телефонный код — 3234.